# Bernd Brügge
Bernd Brügge (* 1951) ist ein deutscher Informatiker und Ordinarius für Angewandte Softwaretechnik an der Fakultät für Informatik der Technischen Universität München. Er hält zudem eine außerordentliche Professur an der Carnegie Mellon University in Pittsburgh und im wissenschaftlichen Beirat des Center for Digital Technology and Management in München.

## Forschung
Brügge beschäftigt sich insbesondere mit Software-Architekturen dynamischer Systeme, agilen Software-Entwicklungsprozessen und der Lehre vom Software Engineering. Er promovierte an der Carnegie Mellon University (Ph.D.). Forschungsgebiete sind Modellierung und Semantik, Computational Intelligence und Maschinenlernen, Wissensmanagement und -repräsentation, Prozessunterstützung und Menschlicher Faktor, Prozessmodelle und Methodologie.

## Veröffentlichungen
- Bernd Bruegge, Allen H. Dutoit:  Object-Oriented Software Engineering: Using UML, Patterns and Java. 2nd Edition. Publisher: Prentice Hall, Upper Saddle River, New York, 2003, ISBN 0-13-047110-0.
- Bernd Brügge, Allen H. Dutoit:  Objektorientierte Softwaretechnik mit UML, Entwurfsmustern und Java. Publisher: Pearson Studium, August 2004; ISBN 3-8273-7082-5.
- Bernd Brügge, Dietmar Harhoff, Arnold Picot, Oliver Creighton, Marina Fiedler, Joachim Henkel: Open-Source-Software: Eine ökonomische und technische Analyse; Berlin, Heidelberg, Wien, New York; 2004, ISBN 3-540-20366-4.
- Eva-Maria Kern, Heinz-Gerd Hegering, Bernd Brügge: Managing Development and Application of Digital Technologies; Berlin, Heidelberg, Wien, New York; 2006, ISBN 3-540-34128-5.